# Henning Baum

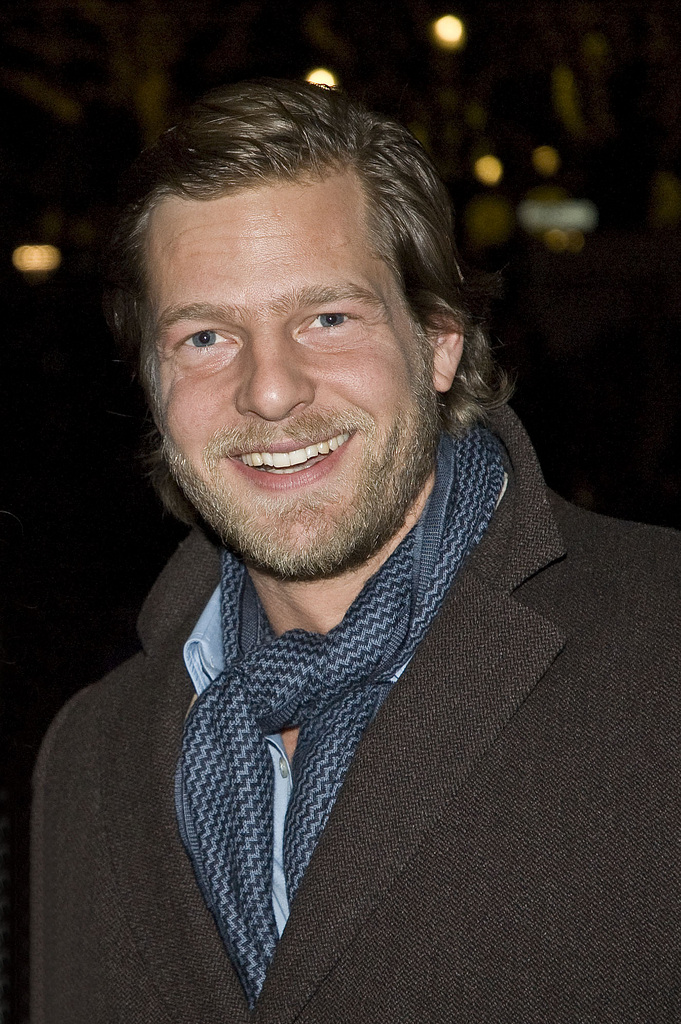
Henning Baum (2008)

Henning Baum (* 20. September 1972 in Essen) ist ein deutscher Schauspieler. Bekannt wurde er durch die Serien Mit Herz und Handschellen, neben Elena Uhlig, in der Hauptrolle als Der letzte Bulle und in Jim Knopf und Lukas der Lokomotivführer als Lukas.

## Beruflicher Werdegang
Henning Baum wollte nach dem Abitur zunächst eine Laufbahn bei der Bundeswehr einschlagen, entschied sich aber für den Zivildienst beim DRK in Essen und absolvierte während dieser Zeit eine Ausbildung zum Rettungssanitäter. Von 1994 bis 1997 studierte er an der Schauspielschule Bochum.
Nach seiner Ausbildung zum Schauspieler spielte Baum zuerst Theater in Bochum, Mainz und Würzburg. Er ist vor allem für das Fernsehen tätig, z. B. in Serienfolgen der Krimi-Fernsehserien Polizeiruf 110, Alarm für Cobra 11 – Die Autobahnpolizei, Der Dicke und Bella Block. Aufgrund seiner athletischen Erscheinung und seines sonstigen Aussehens, blauäugig und mit blonden Haaren, wurde er 2002 für die RTL-Produktion Held der Gladiatoren gecastet. 2003 spielte er neben Ben Becker die Rolle des Leutnant Schell in Trenck – Zwei Herzen gegen die Krone. 2004 erhielt er den Deutschen Fernsehpreis in der Kategorie Bester Schauspieler in einer Serie für seine Rolle als schwuler Kommissar Leo Kraft in der Sat.1-Krimiserie Mit Herz und Handschellen. Um die Filmwaffen „richtig halten und bedienen zu können“, absolvierte Henning Baum eine halbjährige Ausbildung bei Bruno Schneider mit verschiedenen scharfen Kurz- und Langwaffen und legte dann die Waffensachkundeprüfung ab. Schließlich wurde er selbst Sportschütze und ist vor allem im Flintenschießen aktiv.
2005 verkörperte Baum in dem Fernseh-Zweiteiler Die Luftbrücke – Nur der Himmel war frei den Piloten eines Versorgungsflugzeuges zur Unterstützung der eingeschlossenen Stadt Berlin. Von 2010 bis 2014 war Baum in der Krimiserie Der letzte Bulle zu sehen. Für diese Rolle erhielt er die Romy und den Bayerischen Fernsehpreis. 2014 lieh er Blade Ranger im Film Planes 2 – Immer im Einsatz seine Stimme. Im zweiteiligen Actionthriller Der Staatsfeind spielte Baum 2018 die Hauptrolle eines gejagten Polizisten. Um sich auf die Rolle vorzubereiten, trainierte er unter anderem am Schießstand, aber auch im Boden- und Ringkampf.
Am 9. April 2016 nahm Henning Baum als Kandidat an der mit 100.000 Euro dotierten Show Schlag den Star teil und gewann im 15., dem Entscheidungsspiel, gegen den ehemaligen Profisportler und Olympiasieger im Gewichtheben Matthias Steiner. Er belegte 2021 in der vierten Staffel der ProSieben-Sendung The Masked Singer als Quokka den achten von zehn Plätzen.

## Privates
Henning Baum war mit der Kostümbildnerin Corinna Baum ab 1999 liiert und ab 2003 mit ihr verheiratet. Zusammen haben sie einen Sohn und eine Tochter. Mit einem Sohn aus einer früheren Beziehung von Baum lebte die Familie in Essen. Seine Frau erstellte unter anderem die Kostüme der Serie Der letzte Bulle. 2019 wurde Baum von seiner ersten Frau geschieden. Mit seiner neuen Lebensgefährtin bekam er 2016 eine Tochter.

## Filmografie

### Filme
- 1996: Second Hand (Kino)
- 1997: Der Schnapper (Kino)
- 1998: Die zwei Beiden vom Fach (Kino)
- 1999: Racheengel – Stimme aus dem Dunkeln
- 2000: Drei Stern Rot (Kino)
- 2001: Mädchen, Mädchen (Kino)
- 2001: Harte Brötchen (Kino)
- 2001: Viktor Vogel – Commercial Man (Kino)
- 2001: Im Zeichen der Sterne (Kino)
- 2001: Sag einfach ja!
- 2002: Wen küsst die Braut?
- 2002: Trenck – Zwei Herzen gegen die Krone
- 2002: Der Flammenmann
- 2002: Für immer verloren
- 2002: Held der Gladiatoren
- 2003: Die Klasse von ’99 – Schule war gestern, Leben ist jetzt (Kino)
- 2003: Die Rettungshunde: Hochzeitsreise in den Tod
- 2004: Die Verabredung (Kino)
- 2005: Eine Robbe zum Verlieben
- 2005: Die Luftbrücke – Nur der Himmel war frei
- 2005: Good Kill (Kurzfilm)
- 2005: Deutschmänner
- 2006: Fürchte dich nicht
- 2006: Franziskas Gespür für Männer
- 2006: Luginsland, Die im Herzen barfuß sind (Kino)
- 2007: Eine Robbe und das große Glück
- 2007: Moppel-Ich
- 2007: Die Jäger des Ostsee-Schatzes
- 2007: Die Masche mit der Liebe
- 2008: Die Liebesflüsterin
- 2008: Der Abgrund – Eine Stadt stürzt ein
- 2008: Bis dass der Tod uns scheidet
- 2008: Der Seewolf
- 2008: Willkommen zuhause
- 2008: Treuepunkte
- 2008: Finnischer Tango
- 2010: Sexstreik!
- 2010: Ein Sommer auf Sylt
- 2010: Küsse, Schüsse, Rindsrouladen
- 2010: Undercover Love
- 2011: Niemand ist eine Insel
- 2011: Indisch für Anfänger
- 2012: Nicht mit mir, Liebling
- 2014: Die Spiegel-Affäre
- 2014: Götz von Berlichingen
- 2015: Die Himmelsleiter (Zweiteiler)
- 2015: Im Zweifel
- 2016: Burg Schreckenstein
- 2016: Neu in unserer Familie – Zwei Eltern zu viel
- 2016: Neu in unserer Familie – Ein Baby für alle
- 2017: Der 7. Tag
- 2017: Burg Schreckenstein 2 – Küssen (nicht) verboten
- 2018: Jim Knopf und Lukas der Lokomotivführer
- 2018: Der Staatsfeind (Zweiteiler)
- 2019: Der letzte Bulle
- 2019: Mein Schwiegervater, der Camper (Fernsehfilm)
- 2020: Jim Knopf und die Wilde 13
- 2020: Asphalt Burning
- 2021: Catweazle
- 2021: Wenn das fünfte Lichtlein brennt
- 2023: Die Himmelsleiter
- 2024: So weit kommt’s noch! (Fernsehfilm)
- 2025: Mädchen, Mädchen

### Fernsehserien und -reihen
- 1998: Schimanski: Rattennest
- 1999: Ärzte (Folge 7x02)
- 1999: Doppelter Einsatz (Folge 6x11)
- 1999: Gute Zeiten, schlechte Zeiten (Soap)
- 1999: Tatort – Drei Affen
- 1999: Die Rettungsflieger (Folge 2x04)
- 1999–2016: Ein Fall für zwei (6 Folgen)
- 1999, 2001–2002: Sinan Toprak ist der Unbestechliche (Pilotfilm und 16 Folgen)
- 2000: Polizeiruf 110: Verzeih mir
- 2000, 2004: Im Namen des Gesetzes (Folgen 5x15, 9x08)
- 2000: Im Fadenkreuz (Folge 1x02)
- 2000: St. Angela (Folge 6x06)
- 2001, 2006: Alarm für Cobra 11 – Die Autobahnpolizei (Folgen 9x06, 20x05)
- 2001: Polizeiruf 110: Fliegende Holländer
- 2001: Schulmädchen (2 Folgen)
- 2002, 2007: SOKO Leipzig (Folgen 2x10, 10x04)
- 2002–2006, 2010: Mit Herz und Handschellen (22 Folgen)
- 2003: Zwei Profis (Folge 1x08)
- 2003: Polizeiruf 110: Doktorspiele
- 2003: Unter Verdacht (Folge 1x03)
- 2004: Das Duo – Falsche Träume
- 2004: Der Ermittler (Folge 4x02)
- 2004: Das Traumschiff – Samoa
- 2004, 2008: SOKO 5113 (Folgen 26x12, 34x08)
- 2005: SOKO Kitzbühel (Folge 5x01)
- 2005: Bewegte Männer (Folge 3x04)
- 2006: Tatort – Feuerkämpfer
- 2006: Pfarrer Braun – Drei Särge und ein Baby
- 2006: Polizeiruf 110 – Tod im Ballhaus
- 2007: Der Kommissar und das Meer – Den du nicht siehst
- 2007: Der Kommissar und das Meer – Näher als du denkst
- 2007: Der Dicke (Folge 2x11)
- 2008: Der Alte (Folge 32x03)
- 2008: Bella Block: Falsche Liebe
- 2008: Das Duo – Verkauft und verraten
- 2010–2014: Der letzte Bulle (60 Folgen)
- 2010: Deadline – Jede Sekunde zählt (Folge 1x13)
- seit 2022: Der König von Palma (12 Folgen)
- 2022: Nord Nord Mord – Sievers sieht Gespenster
- 2024: Tatort: Angst im Dunkeln
- 2025: Mordlichter – Tod auf den Färöer Inseln

### Weitere Fernsehauftritte
- 2016: Schlag den Star
- 2019: Klein gegen Groß – Das unglaubliche Duell
- 2021: The Masked Singer – Quokka
- 2021: Einsatz für Henning Baum – Hinter den Kulissen der Polizei (Folge 1)
- 2021: Queens of Comedy (Sketch-Show)
- 2022: Die Passion
- 2022: Einsatz für Henning Baum – Was es jetzt heißt Bundeswehrsoldat zu sein (Folge 2)
- 2022: Einsatz für Henning Baum – Rettungsdienst am Limit – Helden mit Hindernissen (Folge 3)
- 2016 bis 2024: insgesamt 12 Gastauftritte bei Wer weiß denn sowas?, davon eine XXL-Ausgabe

### Synchronsprecher
- 2019: Latte Igel und der magische Wasserstein … als Bantur

## Hörbücher und Hörspiele (Auszug)
- 2014: Planes 2 – Immer im Einsatz
- 2015: Knockout
- 2016: Burg Schreckenstein
- 2016: Time Bandit
- 2017: Burg Schreckenstein II
- 2018: Jim Knopf und Lukas der Lokomotivführer – Das Filmhörspiel
- 2019: Dragons – Auf zu neuen Ufern (Folge 43)
- 2019: Latte Igel und der magische Wasserstein

## Auszeichnungen
- 2004: Deutscher Fernsehpreis als „Bester Darsteller in einer Serie“
- 2011: Bayerischer Fernsehpreis als „Bester Schauspieler“ in der Kategorie Serien und Reihen für seine Rolle in der Serie Der letzte Bulle
- 2013: Romy in der Kategorie Beliebtester Seriendarsteller
- 2015: GdP-Stern der Gewerkschaft der Polizei für die Rolle in Der letzte Bulle, im Zusammenhang mit der Kampagne „Auch Mensch“